# منتخب تنزانيا للكريكت للسيدات
منتخب تنزانيا للكريكت للسيدات (بالإنجليزية: Tanzania women's national cricket team)‏ هو ممثل تنزانيا الرسمي في المنافسات الدولية في الكريكت للسيدات . تأسس في 2006.